# Renealmia
Renealmia là một chi thực vật có hoa trong họ Zingiberaceae. Các loài trong chi này là bản địa vùng nhiệt đới châu Phi và châu Mỹ (châu Mỹ Latinh và Tây Ấn).

## Các loài
- Renealmia acreana Maas - Brasil (Acre).
- Renealmia africana Benth. - Tây và trung châu Phi, từ Togo đến Angola.
- Renealmia alborosea K.Schum. - Cameroon.
- Renealmia alpinia (Rottb.) Maas - Châu Mỹ Latinh và Tây Ấn, từ Veracruz và Puerto Rico về phía nam đến Bolivia.
- Renealmia alticola Maas - Colombia.
- Renealmia aromatica (Aubl.) Griseb. -  Châu Mỹ Latinh và Tây Ấn, từ Veracruz và Puerto Rico về phía nam đến Bolivia.
- Renealmia asplundii Maas - Colombia, Ecuador, Peru.
- Renealmia aurantifera Maas - Ecuador.
- Renealmia batangana K.Schum. - Cameroon.
- Renealmia battenbergiana Cummins ex Baker - Ghana, Bờ Biển Ngà.
- Renealmia brachythyrsa Loes. - Cameroon.
- Renealmia bracteata De Wild. & T.Durand - Congo-Brazzaville, CHDC Congo, Uganda
- Renealmia breviscapa Poepp. & Endl. - Brasil, Bolivia, Peru, Ecuador, Colombia.
- Renealmia cabrae De Wild. & T.Durand - Congo-Brazzaville, CHDC Congo, Gabon, Cameroon.
- Renealmia caucana Maas - Colombia.
- Renealmia cernua (Sw. ex Roem. & Schult.) J.F.Macbr. - Châu Mỹ Latinh, từ Chiapas đến Peru.
- Renealmia chalcochlora K.Schum. - Colombia.
- Renealmia chiriquina Standl. - Panamá.
- Renealmia choroniensis Maas - Veenzuela.
- Renealmia chrysotricha Petersen - Rio de Janeiro.
- Renealmia cincinnata (K.Schum.) T.Durand & Schinz - Tây-trung châu Phi, từ Bờ Biển Ngà đến Congo-Brazzaville.
- Renealmia concinna Standl. - Costa Rica, Panama, Colombia.
- Renealmia congesta Maas - Costa Rica, Panama.
- Renealmia congoensis Gagnep. - Congo-Brazzaville, CHDC Congo, Gabon, Cameroon, Cabinda.
- Renealmia congolana De Wild. & T.Durand - Congo-Brazzaville,CHDC Congo, Rwanda, Uganda, Tanzania.
- Renealmia costaricensis Standl. - Costa Rica, Panama, Colombia, Ecuador.
- Renealmia cuatrecasasii Maas - Colombia, Ecuador.
- Renealmia cylindrica Maas & H.Maas - Panama, Colombia, Ecuador.
- Renealmia densiflora Urb. - Haiti.
- Renealmia densispica Koechlin - Gabon, Cameroon.
- Renealmia dermatopetala K.Schum. - Brasil, Bolivia.
- Renealmia dewevrei De Wild. & T.Durand -CHDC Congo.
- Renealmia dolichocalyx Maas - Ecuador.
- Renealmia dressleri Maas - Panama.
- Renealmia elianae Ospina & Pozner - Colombia.
- Renealmia engleri K.Schum. - Kenya, Tanzania, Zambia.
- Renealmia erythrocarpa Standl. - Costa Rica, Panama, Nicaragua.
- Renealmia ferruginea Maas - Colombia.
- Renealmia floribunda K.Schum. - Trinidad và miền bắc Nam Mỹ.
- Renealmia foliifera Standl. - Costa Rica, Panama, Colombia.
- Renealmia fragilis Maas - Colombia, Ecuador.
- Renealmia guianensis Maas - Guianas, Venezuela, bắc Brasil, các đảo Antilles thuộc Venezuela.
- Renealmia heleniae Maas - Panama.
- Renealmia jamaicensis (Gaertn.) Horan. - Bahamas, Cuba, Jamaica, Hispaniola, Puerto Rico.
- Renealmia krukovii Maas - Colombia, Peru, Brasil.
- Renealmia laxa K.Schum. - Cameroon.
- Renealmia ligulata Maas - Costa Rica, Panama, Colombia, Ecuador.
- Renealmia longifolia K.Schum. - Liberia, Bờ Biển Ngà.
- Renealmia lucida Maas - Costa Rica, Colombia, Ecuador.
- Renealmia macrocolea K.Schum. - Togo, Cabinda, Cameroon, Gabon.
- Renealmia maculata Stapf - Liberia, Bờ Biển Ngà.
- Renealmia mannii Hook.f. - Bioko.
- Renealmia matogrossensis Maas - Mato Grosso.
- Renealmia mexicana Klotzsch ex Petersen - Nam Mexico, Trung Mỹ, Venezuela.
- Renealmia microcalyx Maas & H.Maas - Brazil, Venezuela
- Renealmia monosperma Miq. - Từ Panama về phía đông tới Guianas và về phía nam tới Bolivia.
- Renealmia nicolaioides Loes. - Venezuela, Colombia, Ecuador, Peru, Brasil.
- Renealmia oligosperma K.Schum. - Ecuador.
- Renealmia oligotricha Maas - Ecuador.
- Renealmia orinocensis Rusby - Venezuela, Guiana.
- Renealmia pacifica (Maas) Maas & H.Maas - Nam Mexico, Guatemala, El Salvador.
- Renealmia pallida Maas - Peru.
- Renealmia pirrensis Maas & H.Maas - Panama.
- Renealmia pluriplicata Maas - Colombia, Ecuador, Trung Mỹ.
- Renealmia polyantha K.Schum. - Gabon, Cameroon, Congo-Brazzaville.
- Renealmia polypus Gagnep. - Gabon, Cameroon, Congo-Brazzaville, Cabinda.
- Renealmia puberula Steyerm. - Colombia, Ecuador.
- Renealmia purpurea Maas & H.Maas - Peru.
- Renealmia pycnostachys K.Schum.  - Minas Gerais (có lẽ tuyệt chủng)
- Renealmia pyramidalis (Lam.) Maas - Tiểu Antilles.
- Renealmia racemosa Poepp. & Endl. - Peru, Bolivia.
- Renealmia sancti-thomae I.M.Turner - São Tomé.
- Renealmia scaposa Maas - Costa Rica.
- Renealmia sessilifolia Gagnep. - Ecuador.
- Renealmia stellulata Steyerm. - Ecuador, Peru.
- Renealmia stenostachys K.Schum. - Cameroon.
- Renealmia striata (Stokes) Govaerts ex Maas - Jamaica.
- Renealmia thyrsoidea (Ruiz & Pav.) Poepp. & Endl. - Brasil, Bolivia, Venezuela, Peru, Ecuador, Colombia, Suriname, Guyana, Trinidad, Panama, Costa Rica.
- Renealmia urbaniana Loes. Brasil, Peru, Ecuador, Colombia.
- Renealmia vallensis Maas - Colombia.
- Renealmia variegata Maas & H.Maas - Ecuador, Colombia, Panama.
- Renealmia wurdackii Maas - Peru, Ecuador.

## Lưu ý
- Renealmia L., 1753 nom. rej.  = Tillandsia L., 1753 (họ Bromeliaceae).
  - Renealmia paniculata L., 1753 = Tillandsia paniculata (L.) L., 1762 không Schltdl. & Cham., 1831
  - Renealmia polystachia L., 1753 = Tillandsia polystachia (L.) L., 1762 không Vell., 1829
  - Renealmia monostachia L., 1753 = Guzmania monostachia (L.) Rusby ex Mez, 1896
  - Renealmia recurvata L., 1753 = Tillandsia recurvata (L.) L., 1762 không (Gaudich.) Baker, 1888
  - Renealmia usneoides L., 1753 = Tillandsia usneoides (L.) L., 1762
- Renealmia Houtt., 1777 nom. illeg. = Villarsia Vent., 1803 nom. cons. (họ Menyanthaceae).
  - Renealmia capensis Houtt., 1777 = Villarsia capensis (Houtt.) Merr., 1938
- Renealmia R.Br., 1810 = Libertia Spreng., 1824 nom. cons. (họ Iridaceae).
  - Renealmia paniculata R. Br., 1810 = Libertia paniculata (R.Br.) Spreng., 1824
  - Renealmia grandiflora R.Br., 1810 = Libertia grandiflora (R.Br.) Sweet, 1830 không Phil., 1856
  - Renealmia pulchella R.Br., 1810 = Libertia pulchella (R.Br.) Spreng., 1824